# Ladevèze-Rivière
Pour les articles homonymes, voir Ladevèze.
Ladevèze-Rivière (La Devesa Ribèra en gascon) est une commune française située dans le département du Gers, en région Occitanie. Sur le plan historique et culturel, la commune est dans le pays de Rivière-Basse, un territoire qui s’allonge dans la moyenne vallée de l’Adour, à l’endroit où le fleuve marque un coude entre Bigorre et Gers.
Exposée à un climat océanique altéré, elle est drainée par l'Arros, le ruisseau de Larté, le ruisseau de la Côte, le ruisseau de Lanti et par divers autres petits cours d'eau. La commune possède un patrimoine naturel remarquable composé d'une zone naturelle d'intérêt écologique, faunistique et floristique.
Ladevèze-Rivière est une commune rurale qui compte 220 habitants en 2022, après avoir connu un pic de population de 732 habitants en 1846. .
Ses habitants sont nommés les Ladevéziens et Ladevéziennes.

## Géographie

### Localisation
Ladevèze-Rivière est une commune de Gascogne située dans le vignoble des Côtes-de-Saint-Mont.

### Communes limitrophes
Les communes limitrophes sont  Armentieux, Beaumarchés, Juillac, Ladevèze-Ville et Saint-Aunix-Lengros.
|                | Saint-Aunix-Lengros | Beaumarchés |
| Ladevèze-Ville | Ladevèze-Rivière    | Juillac     |
|                | Armentieux          |             |

### Géologie et relief
Ladevèze-Rivière se situe en zone de sismicité 2 (sismicité faible).

### Hydrographie

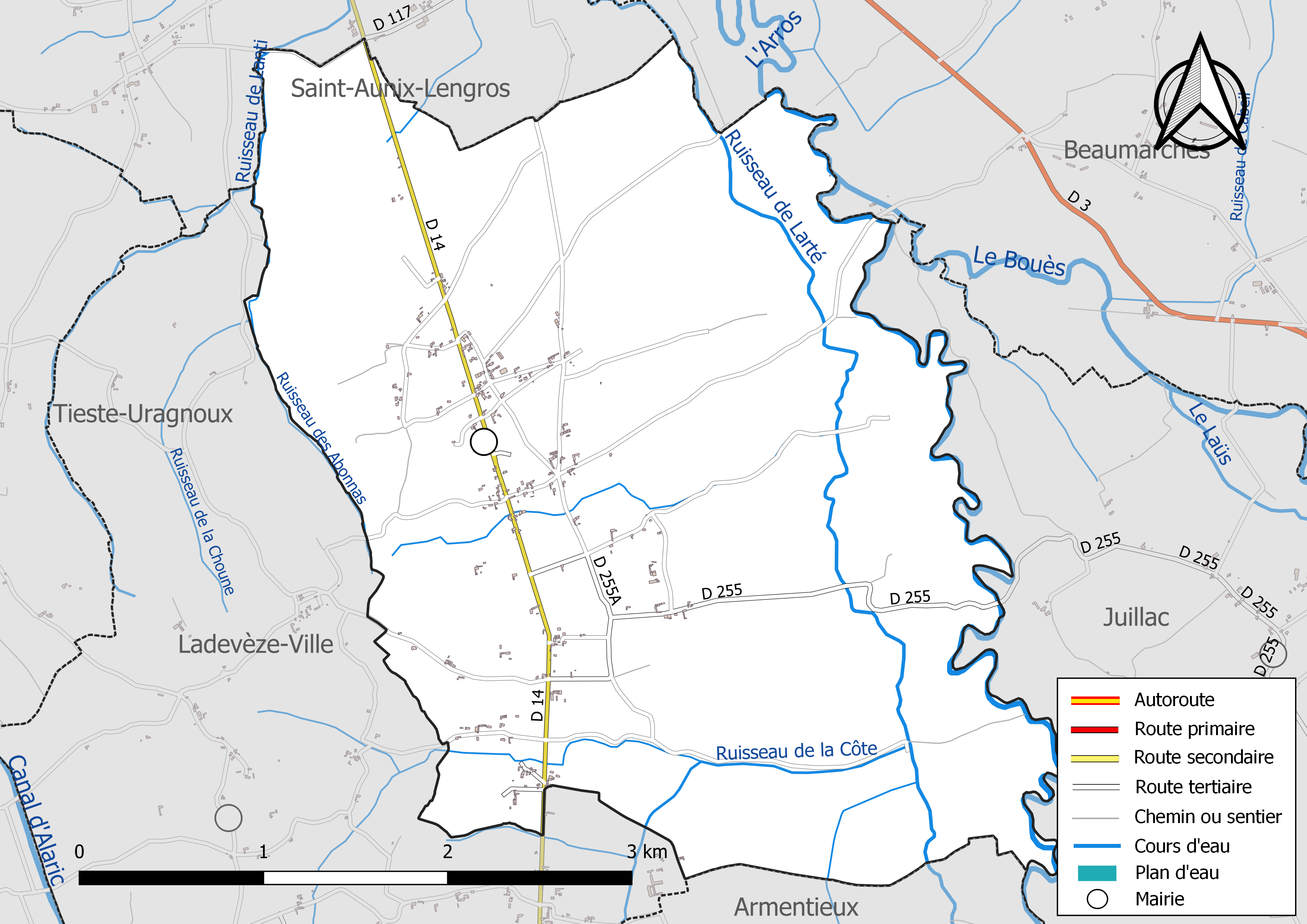
Réseaux hydrographique et routier de Ladevèze-Rivière.

La commune est dans le bassin de l'Adour, au sein du bassin hydrographique Adour-Garonne. Elle est drainée par l'Arros, le Larté, le ruisseau de la Côte, le ruisseau de Lanti, le ruisseau de la Choune, le ruisseau des Abonnas et par divers petits cours d'eau, qui constituent un réseau hydrographique de 18 km de longueur totale,.
L'Arros, d'une longueur totale de 130,8 km, prend sa source dans la commune d'Esparros et s'écoule vers le nord. Il traverse la commune et se jette dans l'Adour à Izotges, après avoir traversé 54 communes.
Le ruisseau de Larté, d'une longueur totale de 17 km, prend sa source dans la commune de Sauveterre et s'écoule vers le nord-ouest. Il traverse la commune et se jette dans l'Arros à Plaisance, après avoir traversé 9 communes.

### Climat
Pour des articles plus généraux, voir Climat de l'Occitanie et Climat du Gers.
En 2010, le climat de la commune est de type climat méditerranéen altéré, selon une étude s'appuyant sur une série de données couvrant la période 1971-2000. En 2020, Météo-France publie une typologie des climats de la France métropolitaine dans laquelle la commune est exposée à un climat océanique altéré et est dans la région climatique Aquitaine, Gascogne, caractérisée par une pluviométrie abondante au printemps, modérée en automne, un faible ensoleillement au printemps, un été chaud (19,5 °C), des vents faibles, des brouillards fréquents en automne et en hiver et des orages fréquents en été (15 à 20 jours).
Pour la période 1971-2000, la température annuelle moyenne est de 13 °C, avec une amplitude thermique annuelle de 14,8 °C. Le cumul annuel moyen de précipitations est de 919 mm, avec 10,6 jours de précipitations en janvier et 6,9 jours en juillet. Pour la période 1991-2020, la température moyenne annuelle observée sur la station météorologique la plus proche, située sur la commune de Peyrusse-Grande à 14 km à vol d'oiseau, est de 13,7 °C et le cumul annuel moyen de précipitations est de 835,1 mm,. Pour l'avenir, les paramètres climatiques de la commune estimés pour 2050 selon différents scénarios d'émission de gaz à effet de serre sont consultables sur un site dédié publié par Météo-France en novembre 2022.

### Milieux naturels et biodiversité

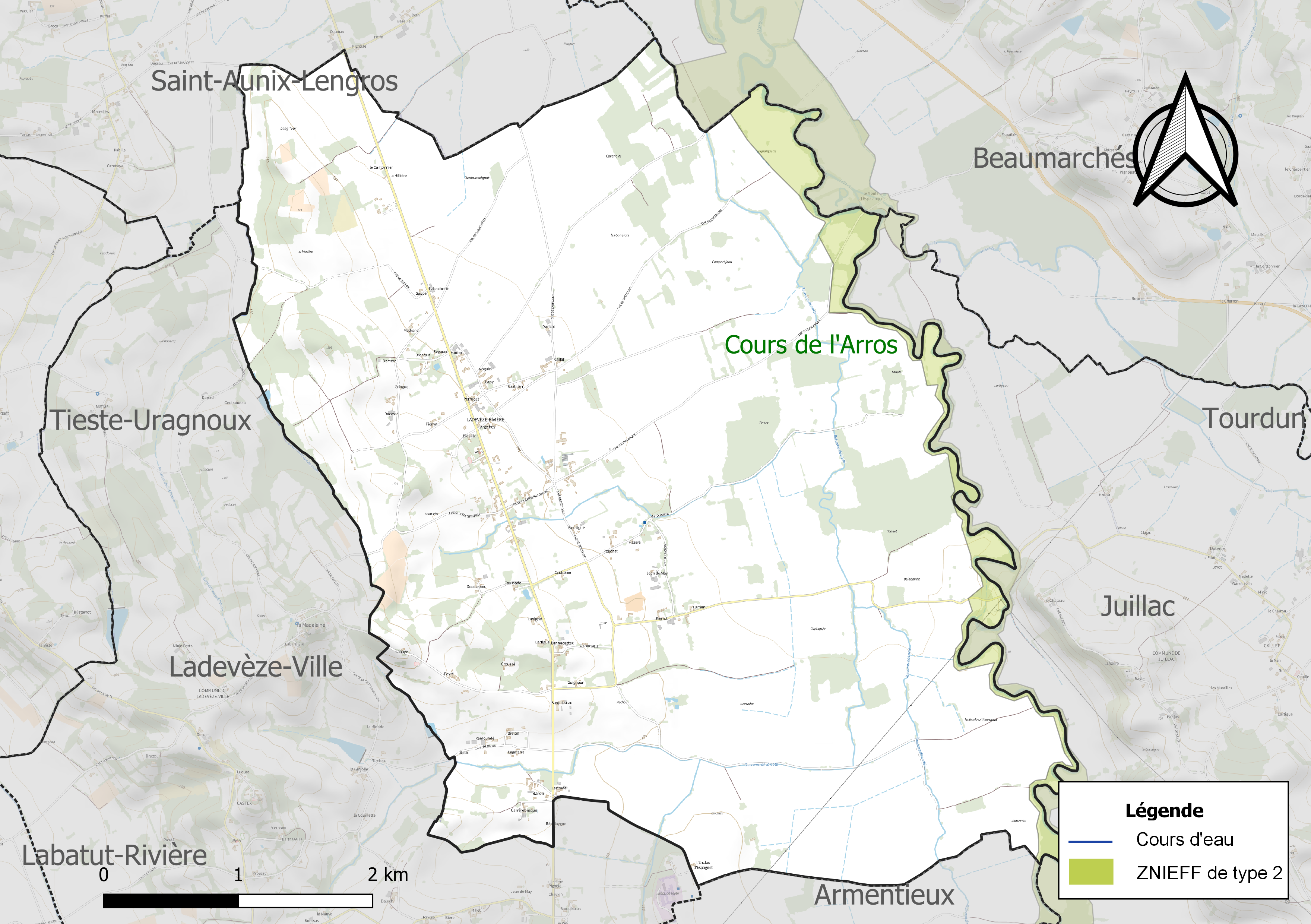
Carte de la ZNIEFF de type 2 localisée sur la commune.

L’inventaire des zones naturelles d'intérêt écologique, faunistique et floristique (ZNIEFF) a pour objectif de réaliser une couverture des zones les plus intéressantes sur le plan écologique, essentiellement dans la perspective d’améliorer la connaissance du patrimoine naturel national et de fournir aux différents décideurs un outil d’aide à la prise en compte de l’environnement dans l’aménagement du territoire.
Une ZNIEFF de type 2 est recensée sur la commune :
le « cours de l'Arros » (1 675 ha), couvrant 41 communes dont 20 dans le Gers et 21 dans les Hautes-Pyrénées.

## Urbanisme

### Typologie
Au 1er janvier 2024, Ladevèze-Rivière est catégorisée commune rurale à habitat très dispersé, selon la nouvelle grille communale de densité à sept niveaux définie par l'Insee en 2022.
Elle est située hors unité urbaine et hors attraction des villes,.

### Occupation des sols
L'occupation des sols de la commune, telle qu'elle ressort de la base de données européenne d’occupation biophysique des sols Corine Land Cover (CLC), est marquée par l'importance des territoires agricoles (95,5 % en 2018), en diminution par rapport à 1990 (98,6 %). La répartition détaillée en 2018 est la suivante : 
terres arables (62,3 %), zones agricoles hétérogènes (32,7 %), zones urbanisées (3 %), forêts (1,4 %), prairies (0,6 %). L'évolution de l’occupation des sols de la commune et de ses infrastructures peut être observée sur les différentes représentations cartographiques du territoire : la carte de Cassini (XVIIIe siècle), la carte d'état-major (1820-1866) et les cartes ou photos aériennes de l'IGN pour la période actuelle (1950 à aujourd'hui).

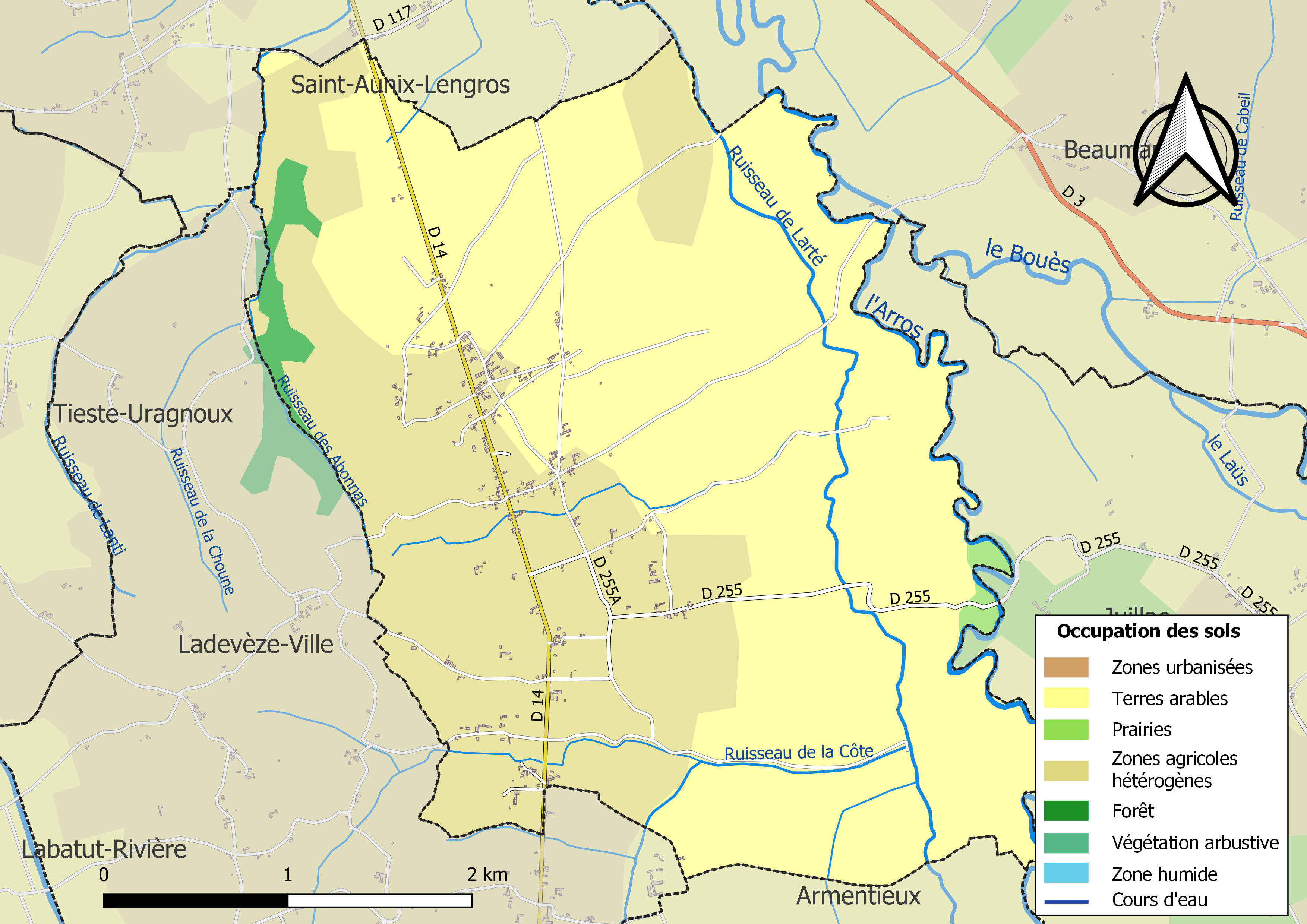
Carte des infrastructures et de l'occupation des sols de la commune en 2018 (CLC).

### Risques majeurs
Le territoire de la commune de Ladevèze-Rivière est vulnérable à différents aléas naturels : météorologiques (tempête, orage, neige, grand froid, canicule ou sécheresse), inondations et séisme (sismicité faible). Un site publié par le BRGM permet d'évaluer simplement et rapidement les risques d'un bien localisé soit par son adresse soit par le numéro de sa parcelle.
Certaines parties du territoire communal sont susceptibles d’être affectées par le risque d’inondation par débordement de cours d'eau, notamment l'Arros et le ruisseau de Larté. La cartographie des zones inondables en ex-Midi-Pyrénées réalisée dans le cadre du XIe Contrat de plan État-région, visant à informer les citoyens et les décideurs sur le risque d’inondation, est accessible sur le site de la DREAL Occitanie. La commune a été reconnue en état de catastrophe naturelle au titre des dommages causés par les inondations et coulées de boue survenues en 1999 et 2009,.

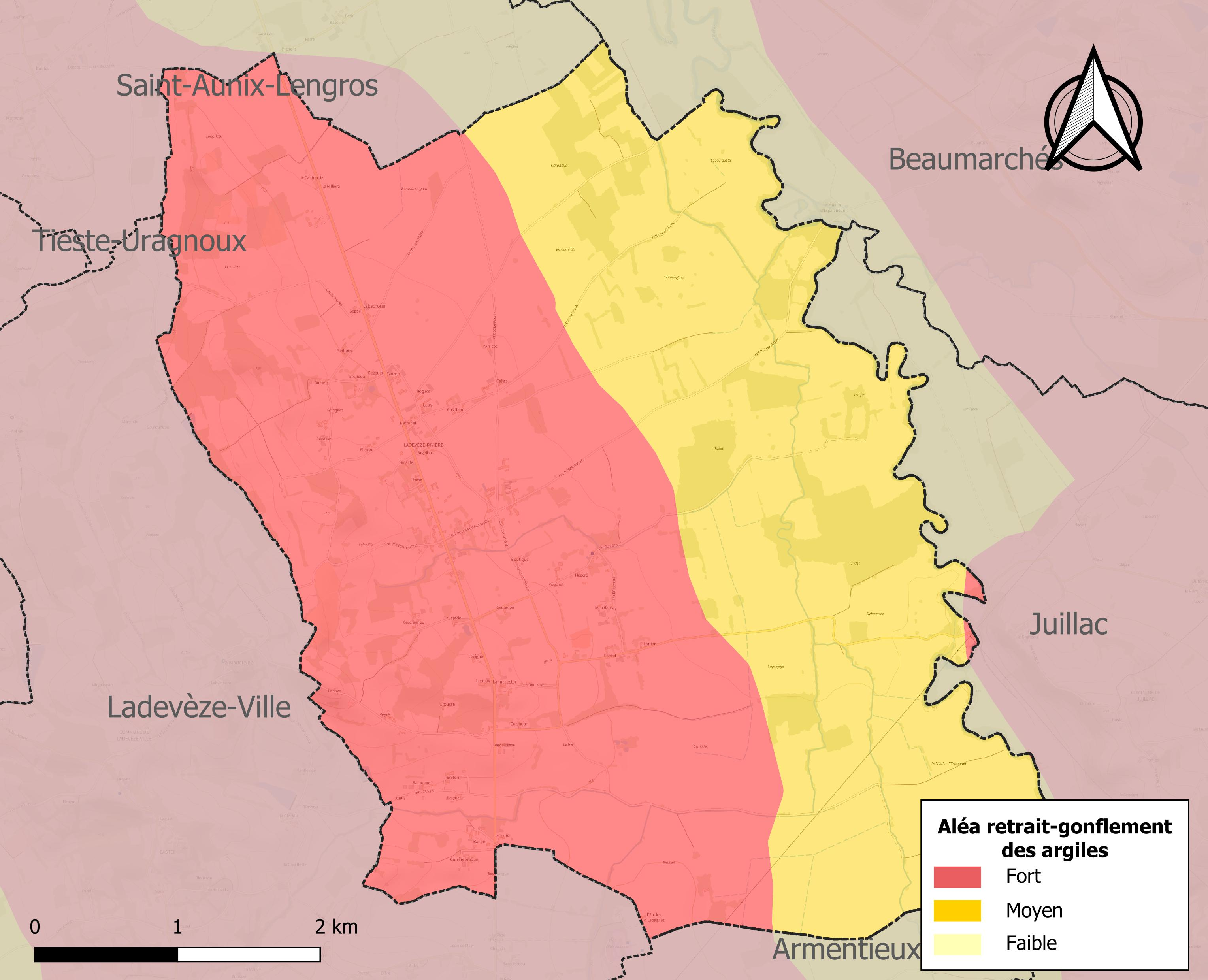
Carte des zones d'aléa retrait-gonflement des sols argileux de Ladevèze-Rivière.

Le retrait-gonflement des sols argileux est susceptible d'engendrer des dommages importants aux bâtiments en cas d’alternance de périodes de sécheresse et de pluie. La totalité de la commune est en aléa moyen ou fort (94,5 % au niveau départemental et 48,5 % au niveau national). Sur les 129 bâtiments dénombrés sur la commune en 2019, 129 sont en aléa moyen ou fort, soit 100 %, à comparer aux 93 % au niveau départemental et 54 % au niveau national. Une cartographie de l'exposition du territoire national au retrait gonflement des sols argileux est disponible sur le site du BRGM,.
Par ailleurs, afin de mieux appréhender le risque d’affaissement de terrain, l'inventaire national des cavités souterraines permet de localiser celles situées sur la commune.
Concernant les mouvements de terrains, la commune a été reconnue en état de catastrophe naturelle au titre des dommages causés par des mouvements de terrain en 1999.

## Histoire
En 1309, Bernard VI, comte d'Armagnac, accorde une charte de coutumes aux habitants de Ladevèze. Bernard VII, lui aussi comte d'Armagnac interprète et confirme les coutumes précédentes le 28 septembre 1392 en l'église de Castelnau Rivière Basse. Ces coutumes, reprenant l'ensemble des droits et devoirs du seigneur mais aussi des habitants, régissaient le droit civil et commercial, la justice et la perception des taxes diverses sur le territoire de ladite seigneurie.
Jusqu'à la Révolution, les communes actuelles de Ladevèze Ville et Ladevèze Rivière formaient une unique communauté « La Deveze » ou Ladevèze. Le centre de cette communauté était le bourg de Ladevèze Ville appelé « La ville ». C'était autrefois « un des plus importants Castelnaux de la Gascogne ». Ce bourg s'est peu à peu dépeuplé. Mais il subsiste encore des vestiges importants de son enceinte médiévale.

## Héraldique
| Blason de Ladevèze-Rivière | Blason  | De gueules à l'agneau pascal la tête contournée d'argent. Supports : deux lions d'or |
| Blason de Ladevèze-Rivière | Détails | Le statut officiel du blason reste à déterminer.                                     |

## Politique et administration
| Période                                  | Période  | Identité       | Étiquette | Qualité       |
| ---------------------------------------- | -------- | -------------- | --------- | ------------- |
| 2001                                     | 2008     | Guy Castaignon |           |               |
| 2008                                     | En cours | Cyril Cotonat  | LREM      | Fonctionnaire |
| Les données manquantes sont à compléter. |          |                |           |               |

## Population et société

### Démographie
| 1793 | 1800 | 1806 | 1821 | 1831 | 1841 | 1846 | 1851 | 1856 |
| ---- | ---- | ---- | ---- | ---- | ---- | ---- | ---- | ---- |
| 655  | 652  | 679  | 622  | 708  | 713  | 732  | 710  | 692  |

| 1861 | 1866 | 1872 | 1876 | 1881 | 1886 | 1891 | 1896 | 1901 |
| ---- | ---- | ---- | ---- | ---- | ---- | ---- | ---- | ---- |
| 655  | 664  | 619  | 654  | 637  | 610  | 572  | 537  | 519  |

| 1906 | 1911 | 1921 | 1926 | 1931 | 1936 | 1946 | 1954 | 1962 |
| ---- | ---- | ---- | ---- | ---- | ---- | ---- | ---- | ---- |
| 515  | 486  | 386  | 366  | 350  | 302  | 301  | 318  | 308  |

| 1968 | 1975 | 1982 | 1990 | 1999 | 2004 | 2006 | 2009 | 2014 |
| ---- | ---- | ---- | ---- | ---- | ---- | ---- | ---- | ---- |
| 313  | 285  | 261  | 245  | 223  | 225  | 227  | 218  | 220  |

| 2019 | 2022 | - | - | - | - | - | - | - |
| ---- | ---- | - | - | - | - | - | - | - |
| 222  | 220  | - | - | - | - | - | - | - |

### Manifestations culturelles et festivités
Journées Européennes du Patrimoine
De fin août à début novembre, se déroulent les « Journées Portes ouvertes des monuments historiques ». Ce sont des manifestations européennes annuelles qui permettent de découvrir de nombreux édifices, dont ceux situés à Ladevèze-Rivière et Ladevèze-Ville. Les monuments sont souvent ouverts exceptionnellement au public et l'accès est gratuit ou à prix réduit. Ces journées sont l’occasion d’entrevoir l’unité et la diversité du patrimoine culturel commun à l’Europe, à travers des conférences historiques, ou encore des jeux utilisant divers supports.
Trad'Jazz
En été, Ladevèze-Rivière devient la résidence d'artistes avec le festival Trad'Jazz, à l'initiative de l'association Trad'envie basée à Pavie. Elle organise des sessions de stage encadrées par quatre formateurs, deux issus de la musique « Trad » et deux du Jazz, sur plusieurs jours. Ces sessions de stages sont conclues par un concert.

## Économie

### Revenus
En 2018  (données Insee publiées en septembre 2021), la commune compte 108 ménages fiscaux, regroupant 220 personnes. La médiane du revenu disponible par unité de consommation est de 19 120 € (20 820 € dans le département).

### Emploi
|                | 2008  | 2013  | 2018  |
| -------------- | ----- | ----- | ----- |
| Commune        | 6,5 % | 8,1 % | 7,8 % |
| Département    | 6,1 % | 7,5 % | 8,2 % |
| France entière | 8,3 % | 10 %  | 10 %  |

En 2018, la population âgée de 15 à 64 ans s'élève à 138 personnes, parmi lesquelles on compte 75,2 % d'actifs (67,4 % ayant un emploi et 7,8 % de chômeurs) et 24,8 % d'inactifs,. En  2018, le taux de chômage communal (au sens du recensement) des 15-64 ans est inférieur à celui de la France et département, alors qu'en 2008 il était supérieur à celui du département et inférieur à celui de la France.
La commune est hors attraction des villes,. Elle compte 34 emplois en 2018, contre 53 en 2013 et 47 en 2008. Le nombre d'actifs ayant un emploi résidant dans la commune est de 97, soit un indicateur de concentration d'emploi de 34,7 % et un taux d'activité parmi les 15 ans ou plus de 53,4 %.
Sur ces 97 actifs de 15 ans ou plus ayant un emploi, 22 travaillent dans la commune, soit 22 % des habitants. Pour se rendre au travail, 82,8 % des habitants utilisent un véhicule personnel ou de fonction à quatre roues, 2 % les transports en commun, 5 % s'y rendent en deux-roues, à vélo ou à pied et 10,1 % n'ont pas besoin de transport (travail au domicile).

### Activités hors agriculture
15 établissements sont implantés  à Ladevèze-Rivière au 31 décembre 2019.
Le secteur du commerce de gros et de détail, des transports, de l'hébergement et de la restauration est prépondérant sur la commune puisqu'il représente 26,7 % du nombre total d'établissements de la commune (4 sur les 15 entreprises implantées  à Ladevèze-Rivière), contre 27,7 % au niveau départemental.

### Agriculture
La commune est dans la Rivière Basse, une petite région agricole occupant une partie ouest du département du Gers. En 2020, l'orientation technico-économique de l'agriculture  sur la commune est la culture de céréales et/ou d'oléoprotéagineuses.
|               | 1988  | 2000  | 2010  | 2020  |
| ------------- | ----- | ----- | ----- | ----- |
| Exploitations | 34    | 28    | 18    | 17    |
| SAU (ha)      | 1 175 | 1 033 | 1 052 | 1 164 |

Le nombre d'exploitations agricoles en activité et ayant leur siège dans la commune est passé de 34 lors du recensement agricole de 1988  à 28 en 2000 puis à 18 en 2010 et enfin à 17 en 2020, soit une baisse de 50 % en 32 ans. Le même mouvement est observé à l'échelle du département qui a perdu pendant cette période 51 % de ses exploitations,. La surface agricole utilisée sur la commune a également diminué, passant de 1 175 ha en 1988 à 1 164 ha en 2020. Parallèlement la surface agricole utilisée moyenne par exploitation a augmenté, passant de 35 à 68 ha.

## Culture locale et patrimoine

### Lieux et monuments
L'église Saint-Laurent-de-Theus
Initialement édifiée entre le XIIe et le XIIIe siècle, l’église Saint-Laurent-de-Theus s’élevait sur le territoire de La Devèze. Commune composée de 5 paroisses, à proximité de 4 autres églises (Saint-André de-Bagues, La Madeleine, Saint-Pierre et Notre-Dame-de-Castex). En 1790, des différends politiques et économiques provoquèrent la scission de La Devèze en deux communes distinctes : Ladevèze-Ville (sur les hauteurs de la circonscription originelle, encore appelée Ladevèze-Montagne à l’époque révolutionnaire) et Ladevèze-Rivière (dont le territoire jouxte l’Arros, affluent de l’Adour traversant les départements du Gers et des Hautes-Pyrénées). Les églises de Saint-Laurent-de-Theus et Saint-André-de-Bagues, de type roman, devinrent ainsi les deux seules paroisses de la commune de Ladevèze-Rivière.
L'église Saint-André-de-Bagues

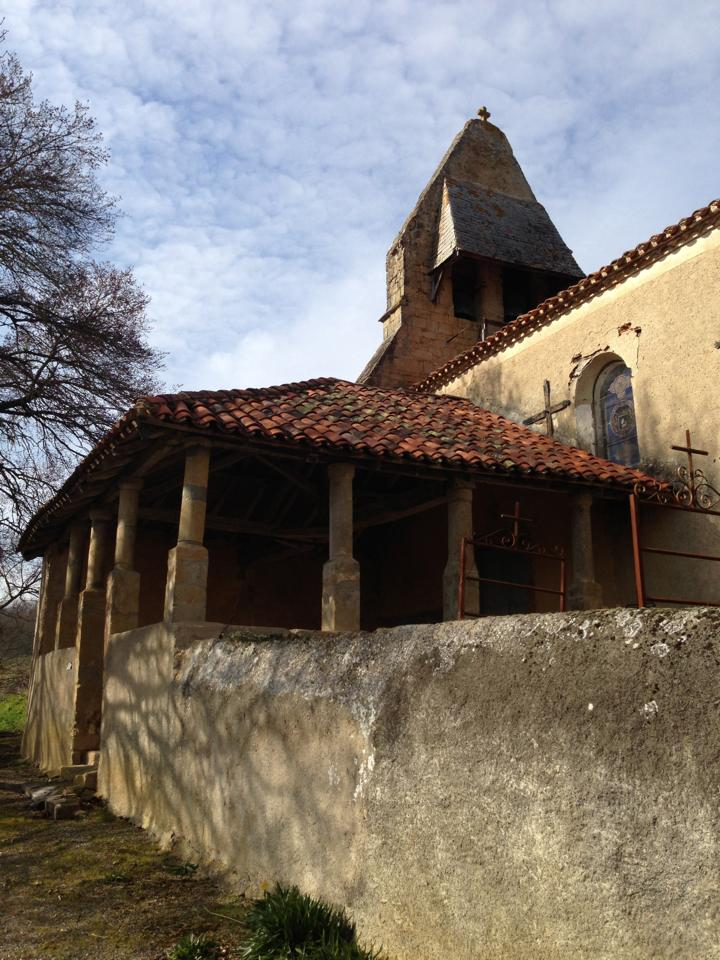
Église Saint-André-de-Bagues.

L’église Saint André-de-Bagues est située à flanc de coteau sur la commune de Ladevèze-Rivière, non loin de l’église Sainte-Marie Madeleine, son annexe en 1783.
De fondation romane (édifiée au cours du XIIe siècle par les seigneurs de Rive-Haute), elle est orientée et appartient au type VII de Mesplé : nef unique et abside semi-circulaire à contreforts non axiaux. Longue de 16,20 m, large de 5 m, son clocher, de forme plate, est surmonté d’une croix de 10 m de haut sur 5 m de large et est doté de 2 cloches.
Le lavoir de Ladevèze-Rivière

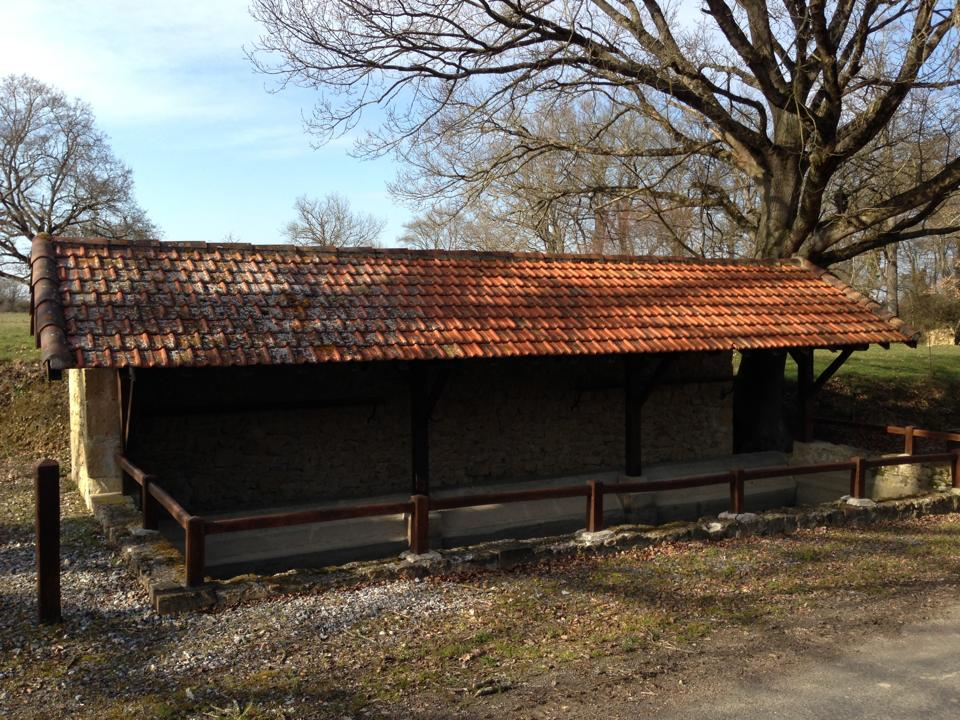
Le lavoir de Ladevèze-Rivière.

Ce second lavoir de la commune de Ladevèze-Rivière, situé dans le quartier de Saint-Laurent, a été construit au début du XXe siècle (autour des années 1908/1910) et est en cours de réhabilitation. En effet, il est prévu de refaire la toiture et la charpente.
En 2001, deux membres de la société archéologique, historique, littéraire et scientifique du Gers, Maryse Turbé et Pierre Léoutre, ont publié un livre consacré aux « Lavoirs, puits, sources, fontaines : les monuments hydriques en Gascogne gersoise ». Cet ouvrage, encore disponible au siège de la société auscitaine, a connu un franc succès, et trouve encore des lecteurs, puisque récemment, au salon du livre & du livre d’artiste organisé le dimanche 5 octobre 2010 à Auch par l’association a.artelibris, l’un des auteurs a pu rencontrer Cyril Cotonat, maire de Ladevèze-Rivière ; ils ont discuté d’un lavoir qui n’avait pas été répertorié dans l’ouvrage de 2001.
La croix Saint-André

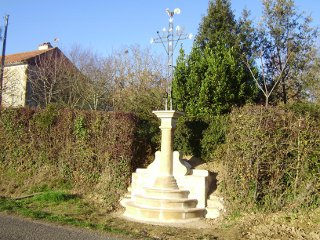
La croix Saint-André.

La croix Saint-André a été rénovée en 2009 par les Ladevéziens, différentes croix dont celles-ci peuvent être observées sur le territoire ladevézien.